# Resolutie 1951 Veiligheidsraad Verenigde Naties
Resolutie 1951 van de Veiligheidsraad van de Verenigde Naties is een resolutie die op 24 november 2010 werd aangenomen door de VN-Veiligheidsraad. De resolutie stond toe dat tijdelijk UNMIL-troepen uit Liberia werden overgeplaatst naar de UNOCI-missie in Ivoorkust naar aanleiding van de tweede ronde van de presidentsverkiezingen die aldaar zouden plaatsvinden op 28 november.

## Achtergrond
In 2002 brak in Ivoorkust een burgeroorlog uit tussen de regering in het christelijke zuiden en rebellen in het islamitische noorden van het land. In 2003 leidden onderhandelingen tot de vorming van een regering van nationale eenheid en waren er Franse en VN-troepen aanwezig. In 2004 zegden de rebellen hun vertrouwen in de regering op en namen opnieuw de wapens op. Het noorden van het land werd voornamelijk door deze Forces Nouvelles gecontroleerd. Er werden illegaal diamanten uitgevoerd via de buurlanden en wapens ingevoerd via Burkina Faso, zo concludeerden VN-experts.

## Inhoud

### Waarnemingen
In 2005 was met resolutie 1609 al eens een tijdelijke uitwisseling van troepen tussen de missies in Liberia (UNMIL) en Sierra Leone (UNAMSIL) toegestaan.

### Handelingen
De secretaris-generaal werd geautoriseerd om gedurende maximaal vier weken maximaal drie infanteriecompagnieën en één luchteenheid bestaande uit twee transporthelikopters van UNMIL in te zetten bij de UNOCI-missie in Ivoorkust.

## Verwante resoluties
- Resolutie 1942 Veiligheidsraad Verenigde Naties
- Resolutie 1946 Veiligheidsraad Verenigde Naties
- Resolutie 1962 Veiligheidsraad Verenigde Naties
- Resolutie 1967 Veiligheidsraad Verenigde Naties (2011)

Lijst ·  1908 ·  1909 ·  1910 ·  1911 ·  1912 ·  1913 ·  1914 ·  1915 ·  1916 ·  1917 ·  1918 ·  1919 ·  1920 ·  1921 ·  1922 ·  1923 ·  1924 ·  1925 ·  1926 ·  1927 ·  1928 ·  1929 ·  1930 ·  1931 ·  1932 ·  1933 ·  1934 ·  1935 ·  1936 ·  1937 ·  1938 ·  1939 ·  1940 ·  1941 ·  1942 ·  1943 ·  1944 ·  1945 ·  1946 ·  1947 ·  1948 ·  1949 ·  1950 ·  1951 ·  1952 ·  1953 ·  1954 ·  1955 ·  1956 ·  1957 ·  1958 ·  1959 ·  1960 ·  1961 ·  1962 ·  1963 ·  1964 ·  1965 ·  1966